# Lachende Kölnarena
Die Lachende Kölnarena ist eine 13-tägige Karnevalsveranstaltung im Kölner Karneval. Von 1965 bis 1998 wurde die Veranstaltung unter dem Namen Lachende Sporthalle in der Sporthalle durchgeführt. Seit dem Umzug 1999 in die Kölnarena ist der Name nun Lachende Kölnarena. Es ist die einzige Veranstaltung in der Lanxess Arena, in der das Mitbringen eigener Getränke und Speisen erlaubt ist. Zu der mehrtägigen Veranstaltung kommen rund 130.000 Besucher.

## 2011
Die Lachende Kölnarena 2011 fand vom 18. Februar bis 6. März 2011 an 12 Terminen statt. Erwartet wurden 120.000 Besucher.

## 2012
Die Lachende Kölnarena 2012 fand vom 3. Februar bis zum 19. Februar an 12 Terminen statt. Mit dabei waren unter anderem Bläck Fööss, Höhner, Brings, Paveier, De Räuber, Bernd Stelter, Dä Blötschkopp, Marie-Luise Nikuta, Klaus & Willi, Marita Köllner, Cöllner, Blom un Blömcher, Die Klüngelköpp, Kammerkätzchen & Kammerdiener, Zunftmüüs und das Trompetenkorps Eefelkank.

## 2013
Die Lachende Kölnarena 2013 fand vom 18. Januar bis 10. Februar in der Lanxess Arena statt. Mit dabei waren unter anderem die Bands und Künstler Bläck Fööss, Höhner, Brings, Paveier, De Räuber, Bernd Stelter, Klaus & Willi, Marie-Luise Nikuta, Marita Köllner, De Klüngelköpp, Cöllner und Martin Schopps. Als Tanzgruppen waren die Luftflotte, Rheinveilchen, Kammerkätzchen & Kammerdiener, StattGarde Colonia Ahoj und das Thorrer Schnauzerballett dabei. Weiterhin waren dabei das Kölner Dreigestirn, die Kölner Traditions Korps, die Orchester Ted Borgh und Bückeburger Jäger.